# Poszinomiális függvény
A poszinomiális függvények a polinomok általánosításai, ahol is minden valós kitevő megengedett. Geometrikus programok megadásához használják őket.

## Definíció
Legyen {\displaystyle \mathbb {R} _{++}^{n}:=\{(x_{1},\dots ,x_{n})\in \mathbb {R} ^{n}\,|\,x_{i}>0{\text{ ha }}i=1,\dots ,n\}}, továbbá {\displaystyle c_{k}>0} minden {\displaystyle k=1,\dots ,N} esetén. Ekkor az
{\displaystyle f\colon \mathbb {R} _{++}^{n}\to \mathbb {R} }
{\displaystyle f(x_{1},\dots ,x_{n})=\sum _{k=1}^{N}c_{k}x_{1}^{a_{1,k}}\cdot \dots \cdot x_{n}^{a_{n,k}}}
függvények poszinomiális függvények. A kitevők valósak, {\displaystyle a_{i,j}\in \mathbb {R} }. Ha az összeg egyetlen tagból áll, akkor monomiális függvényről van szó.

## Példák
Az
{\displaystyle f(x_{1},x_{2})={\frac {{\sqrt {x_{1}}}x_{2}+x_{2}^{2{,}3}}{x_{1}x_{2}}}}
függvény poszinomiális, normálalakja
{\displaystyle f(x_{1},x_{2})=x_{1}^{-0{,}5}+x_{1}^{-1}x_{2}^{1{,}3}}
Az
{\displaystyle f(x_{1},x_{2},x_{3})={\frac {x_{1}^{17}x_{2}}{x_{3}^{\sqrt {2}}}}}
függvény monomiális, normálalakja
{\displaystyle f(x_{1},x_{2},x_{3})=x_{1}^{17}x_{2}x_{3}^{-{\sqrt {2}}}}

## Tulajdonságok
- A poszinomiális függvények zártak szorzásra, összeadásra és skalárral való szorzásra.
- A monoszinomiális függvények zártak szorzásra, osztásra és skalárral való szorzásra.
- A poszinomiális függvények (konvex) kúpot alkotnak az {\displaystyle \mathbb {R} _{++}^{n}\to \mathbb {R} } függvények terében. Ebben a monoszinomiális függvények részkúpot alkotnak.

## Fordítás
Ez a szócikk részben vagy egészben  a   Posynomialfunktion című német Wikipédia-szócikk fordításán alapul.  Az eredeti cikk szerkesztőit annak laptörténete sorolja fel. Ez a jelzés csupán a megfogalmazás eredetét és a szerzői jogokat jelzi, nem szolgál a cikkben szereplő információk forrásmegjelöléseként.